# ميشيل رينغلي
ميشيل رينغلي (19 مارس 1980 بسويسرا - ) هو لاعب كرة قدم سويسري في مركز الوسط. لعب مع نادي ثون ونادي غراسهوبر زيوريخ ونادي كرينز ونادي لوزيرن ونادي ويل.

## روابط خارجية
- ميشيل رينغلي على موقع قاعدة بيانات كرة القدم.إي يو (الإنجليزية)
- ميشيل رينغلي على موقع Soccerway.com (الإنجليزية)
- ميشيل رينغلي على موقع عالم كرة القدم.نت (الإنجليزية)